# Lijst van afleveringen van Chicago P.D.
Dit is een lijst met afleveringen van de Amerikaanse televisieserie Chicago P.D.. De serie wordt oorspronkelijk in Amerika uitgezonden door NBC.

## Seizoen 1 (2014)
| Nr. | Aflevering | Titel                   | Regisseur          | Schrijver(s)                      | Originele uitzenddatum |  |
| --- | ---------- | ----------------------- | ------------------ | --------------------------------- | ---------------------- |  |
| 1   | 1          | Stepping Stone          | Michael Slovis     | Matt Olmstead                     | 8 januari 2014         |  |
| 2   | 2          | Wrong Side of the Bars  | Joe Chappelle      | Michael Brandt & Derek Haas       | 15 januari 2014        |  |
| 3   | 3          | Chin Check              | Sanford Bookstaver | David Hoselton                    | 22 januari 2014        |  |
| 4   | 4          | Now Is Always Temporary | Mark Tinker        | Denitria Harris-Lawrence          | 29 januari 2014        |  |
| 5   | 5          | Thirty Balloons         | Karen Gaviola      | Craig Gore & Tim Walsh            | 5 februari 2014        |  |
| 6   | 6          | Conventions             | Alik Sakharov      | Maisha Closson                    | 26 februari 2014       |  |
| 7   | 7          | The Price We Pay        | Mark Tinker        | Michael Brandt & Derek Haas       | 5 maart 2014           |  |
| 8   | 8          | Different Mistakes      | Fred Berner        | Bryan Garcia                      | 12 maart 2014          |  |
| 9   | 9          | A Material Witness      | Sanford Bookstaver | Michael Batistick                 | 19 maart 2014          |  |
| 10  | 10         | At Least It's Justice   | Michael Slovis     | Craig Gore & Tim Walsh            | 2 april 2014           |  |
| 11  | 11         | Turn the Light Off      | Nick Gomez         | David Hoselton                    | 9 april 2014           |  |
| 12  | 12         | 8:30 PM                 | Mark Tinker        | Dick Wolf & Matt Olmstead         | 30 april 2014          |  |
| 13  | 13         | My Way                  | Karen Gaviola      | Matt Olmstead & Michael Batistick | 7 mei 2014             |  |
| 14  | 14         | The Docks               | Nick Gomez         | Craig Gore & Tim Walsh            | 14 mei 2014            |  |
| 15  | 15         | A Beautiful Friendship  | Mark Tinker        | Michael Batistick                 | 21 mei 2014            |  |

## Seizoen 2 (2014-2015)
| Nr. | Aflevering | Titel                          | Regisseur          | Schrijver(s)                          | Originele uitzenddatum |  |
| --- | ---------- | ------------------------------ | ------------------ | ------------------------------------- | ---------------------- |  |
| 16  | 1          | Call It Macaroni               | Mark Tinker        | Matt Olmstead                         | 24 september 2014      |  |
| 17  | 2          | Get My Cigarettes              | Arthur W. Forney   | Craig Gore & Tim Walsh                | 1 oktober 2014         |  |
| 18  | 3          | The Weigh Station              | Nick Gomez         | Michael Batistick                     | 8 oktober 2014         |  |
| 19  | 4          | Chicken, Dynamite, Chainsaw    | Reza Tabrizi       | Mo Masi                               | 15 oktober 2014        |  |
| 20  | 5          | An Honest Woman                | Mark Tinker        | Michael Weiss                         | 22 oktober 2014        |  |
| 21  | 6          | Prison Ball                    | Sanford Bookstaver | Eduardo Javier Canto & Ryan Maldonado | 5 november 2014        |  |
| 22  | 7          | They'll Have to Go Through Me  | Sanford Bookstaver | Dick Wolf & Matt Olmstead             | 12 november 2014       |  |
| 23  | 8          | Assignment of the Year         | Nick Gomez         | Mick Betancourt                       | 19 november 2014       |  |
| 24  | 9          | Called in Dead                 | Alik Sakharov      | Craig Gore & Tim Walsh                | 10 december 2014       |  |
| 25  | 10         | Shouldn't Have Been Alone      | Fred Berner        | Michael Weiss                         | 7 januari 2015         |  |
| 26  | 11         | We Don't Work Together Anymore | Mario Van Peebles  | Michael Bastick & Mo Masi             | 14 januari 2015        |  |
| 27  | 12         | Disco Bob                      | Holly Dale         | Maisha Closson & Cole Maliska         | 21 januari 2015        |  |
| 28  | 13         | A Little Devil Complex         | Steve Shill        | Michael Brandt & Derek Haas           | 4 februari 2015        |  |
| 29  | 14         | Erin's Mom                     | Mark Tinker        | Craig Gore & Tim Walsh                | 11 februari 2015       |  |
| 30  | 15         | What Do You Do                 | Nick Gomez         | Michael Brandt & Derek Haas           | 18 februari 2015       |  |
| 31  | 16         | What Puts You On That Ledge    | Fred Berner        | Eduardo Javier Canto & Ryan Maldonado | 25 februari 2015       |  |
| 32  | 17         | Say Her Real Name              | Nick Gomez         | Dick Wolf & Matt Olmstead             | 25 maart 2015          |  |
| 33  | 18         | Get Back to Even               | Jann Turner        | Michael Weiss                         | 1 april 2015           |  |
| 34  | 19         | The Three Gs                   | Sanford Bookstaver | Craig Gore & Tim Walsh                | 8 april 2015           |  |
| 35  | 20         | The Number of Rats             | Nick Gomez         | Matt Olmstead & Warren Leight         | 29 april 2015          |  |
| 36  | 21         | There's My Girl                | Mark Tinker        | Michael Batstick & Mo Masi            | 6 mei 2015             |  |
| 37  | 22         | Push The Pain Away             | Sanford Bookstaver | Eduardo Javier Canto & Ryan Maldonado | 13 mei 2015            |  |
| 38  | 23         | Born Into Bad News             | Mark Tinker        | Craig Gore & Tim Walsh                | 20 mei 2015            |  |

## Seizoen 3 (2015-2016)
| Nr. | Aflevering | Titel                                      | Regisseur            | Schrijver(s)                          | Originele uitzenddatum |  |
| --- | ---------- | ------------------------------------------ | -------------------- | ------------------------------------- | ---------------------- |  |
| 39  | 1          | Life is Fluid                              | Arthur W. Forney     | Craig Gore & Tim Walsh                | 30 september 2015      |  |
| 40  | 2          | Natural Born Storyteller                   | Mark Tinker          | Mike Weiss                            | 7 oktober 2015         |  |
| 41  | 3          | Actual Physical Violence                   | Fred Berner          | Eduardo Javier Canto & Ryan Maldonado | 14 oktober 2015        |  |
| 42  | 4          | Debts of the Past                          | Rohn Schmidt         | Michael Brandt & Derek Haas           | 21 oktober 2015        |  |
| 43  | 5          | Climbing Into Bed                          | Mark Tinker          | Cole Maliska                          | 28 oktober 2015        |  |
| 44  | 6          | You Never Know Who's Who                   | Lin Oeding           | Michael Brandt                        | 28 oktober 2015        |  |
| 45  | 7          | A Dead Kid, a Notebook and a Lot of Maybes | Charlotte Brändström | Timothy J. Sexton                     | 4 november 2015        |  |
| 46  | 8          | Forget My Name                             | Nick Gomez           | Mike Weiss                            | 11 november 2015       |  |
| 47  | 9          | Never Forget I Love You                    | Terry Miller         | Ryan Maldonado & Eduardo Javier Canto | 18 november 2015       |  |
| 48  | 10         | Now I'm God                                | Holly Dale           | Jamie Pachino                         | 6 januari 2016         |  |
| 49  | 11         | Knocked The Family Right Out               | Mark Tinker          | Mo Masi                               | 13 januari 2016        |  |
| 50  | 12         | Looking Out For Stateville                 | Fred Berner          | Craig Gore & Tim Walsh                | 20 januari 2016        |  |
| 51  | 13         | Hit Me                                     | Rohn Schmidt         | Mike Weiss & Cole Maliska             | 3 februari 2016        |  |
| 52  | 14         | The Song of Gregory Williams Yates         | Michael Grossman     | Jamie Pachino                         | 10 februari 2016       |  |
| 53  | 15         | A Night Owl                                | Nick Gomez           | Timothy J. Sexton                     | 17 februari 2016       |  |
| 54  | 16         | The Cases that Need to be Solved           | Jean de Segonzac     | Matt Olmstead                         | 24 februari 2016       |  |
| 55  | 17         | Forty-Caliber Bread Crumb                  | Jann Turner          | Craig Gore & Tim Walsh                | 2 maart 2016           |  |
| 56  | 18         | Kasual with a K                            | Dave Rodriguez       | Michael Brandt                        | 23 maart 2016          |  |
| 57  | 19         | If We Were Normal                          | Mark Tinker          | Mo Masi                               | 30 maart 2016          |  |
| 58  | 20         | In A Duffel Bag                            | Nick Gomez           | Jamie Pachino                         | 4 mei 2016             |  |
| 59  | 21         | Justice                                    | Jean de Segonzac     | Dick Wolf                             | 11 mei 2016            |  |
| 60  | 22         | She's Got Us                               | Lin Oeding           | Mike Weiss                            | 18 mei 2016            |  |
| 61  | 23         | Start Digging                              | Mark Tinker          | Craig Gore & Tim Walsh                | 25 mei 2016            |  |

## Seizoen 4 (2016-2017)
| Nr. | Aflevering | Titel                                | Regisseur            | Schrijver(s)                       | Originele uitzenddatum |  |
| --- | ---------- | ------------------------------------ | -------------------- | ---------------------------------- | ---------------------- |  |
| 62  | 1          | The Silos                            | Mark Tinker          | Matt Olmstead                      | 21 september 2016      |  |
| 63  | 2          | Made a Wrong Turn                    | Fred Berner          | Craig Gore & Tim Walsh             | 28 september 2016      |  |
| 64  | 3          | All Cylinders Firing                 | Nick Gomez           | Mike Weiss                         | 5 oktober 2016         |  |
| 65  | 4          | Big Friends, Big Enemies             | Rohn Schmidt         | Gwen Sigan                         | 12 oktober 2016        |  |
| 66  | 5          | A War Zone                           | Eriq La Salle        | Tiller Russell                     | 26 oktober 2016        |  |
| 67  | 6          | Some Friend                          | Mark Tinker          | Timothy J. Sexton                  | 9 november 2016        |  |
| 68  | 7          | 300,000 Likes                        | Charlotte Brandström | Jamie Pachino                      | 16 november 2016       |  |
| 69  | 8          | A Shot Heard Around the World        | Terry Miller         | Matt Olmstead & Gwen Sigan         | 16 november 2016       |  |
| 70  | 9          | Don't Bury This Case                 | Cherie Nowlan        | Craig Gore & Tim Walsh             | 3 januari 2017         |  |
| 71  | 10         | Don't Read the News                  | Nick Gomez           | Mike Weiss                         | 4 januari 2017         |  |
| 72  | 11         | You Wish                             | Mark Tinker          | Tiller Russell                     | 11 januari 2017        |  |
| 73  | 12         | Sanctuary                            | John Hyams           | Timothy J. Sexton                  | 18 januari 2017        |  |
| 74  | 13         | I Remember Her Now                   | David Rodriguez      | Gwen Sigan                         | 8 februari 2017        |  |
| 75  | 14         | Seven Indictments                    | Mark Tinker          | Jamie Pachino                      | 15 februari 2017       |  |
| 76  | 15         | Favor, Affection, Malice or Ill-Will | Holly Dale           | Craig Gore & Tim Walsh             | 22 februari 2017       |  |
| 77  | 16         | Emotional Proximity                  | Reza Tabrizi         | Matt Olmstead                      | 1 maart 2017           |  |
| 78  | 17         | Remember The Devil                   | Rohn Schmidt         | Mike Weiss                         | 22 maart 2017          |  |
| 79  | 18         | Little Bit of Light                  | Lin Oeding           | Gwen Sigan                         | 29 maart 2017          |  |
| 80  | 19         | Last Minute Resistance               | John Hyams           | Timothy J. Sexton                  | 5 april 2017           |  |
| 81  | 20         | Grasping for Salvation               | David Rodriguez      | Tiller Russell                     | 26 april 2017          |  |
| 82  | 21         | Fagin                                | Fred Berner          | Craig Gore & Tim Walsh             | 3 mei 2017             |  |
| 83  | 22         | Army of One                          | John Whitesell       | Tiller Russell & Timothy J. Sexton | 10 mei 2017            |  |
| 84  | 23         | Fork in the Road                     | Mark Tinker          | Mike Weiss                         | 17 mei 2017            |  |

## Seizoen 5 (2017-2018)
| Nr. | Aflevering | Titel                  | Regisseur      | Schrijver(s)                  | Originele uitzenddatum |  |
| --- | ---------- | ---------------------- | -------------- | ----------------------------- | ---------------------- |  |
| 85  | 1          | Reform                 | Eriq La Salle  | Rick Eid                      | 27 september 2017      |  |
| 86  | 2          | The Thing About Heroes | Rohn Schmidt   | John Dove                     | 4 oktober 2017         |  |
| 87  | 3          | Promise                | John Whitesell | Timothy J. Sexton             | 11 oktober 2017        |  |
| 88  | 4          | Snitch                 | Terry Miller   | Rick Eid & Gavin Harris       | 18 oktober 2017        |  |
| 89  | 5          | Home                   | Eriq La Salle  | Sharon Lee Watson             | 25 oktober 2017        |  |
| 90  | 6          | Fallen                 | Nick Gomez     | Gavin Harris                  | 8 november 2017        |  |
| 91  | 7          | Care Under Fire        | Lily Mariye    | Gwen Sigan                    | 15 november 2017       |  |
| 92  | 8          | Politics               | Mark Tinker    | Kinan Copen                   | 29 november 2017       |  |
| 93  | 9          | Monster                | Valerie Weiss  | Timothy J. Sexton             | 6 december 2017        |  |
| 94  | 10         | Rabbit Hole            | Carl Seaton    | Rick Eid & Gwen Sigan         | 3 januari 2018         |  |
| 95  | 11         | Confidential           | Mark Tinker    | Rick Eid & Sharon Lee Watson  | 10 januari 2018        |  |
| 96  | 12         | Captive                | Eriq La Salle  | Gavin Harris                  | 17 januari 2018        |  |
| 97  | 13         | Chasing Monsters       | Terry Miller   | John Dove                     | 31 januari 2018        |  |
| 98  | 14         | Anthem                 | John Hyams     | Timothy J. Sexton             | 7 februari 2018        |  |
| 99  | 15         | Sisterhood             | Rohn Schmidt   | Rick Eid & Katherine Visconti | 28 februari 2018       |  |
| 100 | 16         | Profiles               | Eriq La Salle  | Gwen Sigan                    | 7 maart 2018           |  |
| 101 | 17         | Breaking Point         | Terry Miller   | Sharon Lee Watson             | 14 maart 2018          |  |
| 102 | 18         | Ghosts                 | Nick Gomez     | Gavin Harris                  | 21 maart 2018          |  |
| 103 | 19         | Payback                | Nicole Rubio   | John Dove                     | 11 april 2018          |  |
| 104 | 20         | Saved                  | Paul McCrane   | Gwen Sigan                    | 18 april 2018          |  |
| 105 | 21         | Allegiance             | Carl Seaton    | Rick Eid & Timothy J. Sexton  | 2 mei 2018             |  |
| 106 | 22         | Homecoming             | Eriq La Salle  | Rick Eid & Timothy J. Sexton  | 9 mei 2018             |  |

## Seizoen 6 (2018-2019)
| Nr. | Aflevering | Titel                | Regisseur          | Schrijver(s)                         | Originele uitzenddatum |  |
| --- | ---------- | -------------------- | ------------------ | ------------------------------------ | ---------------------- |  |
| 107 | 1          | New Normal           | Eriq La Salle      | Rick Eid                             | 26 september 2018      |  |
| 108 | 2          | Endings              | David Rodriguez    | Gwen Sigan                           | 3 oktober 2018         |  |
| 109 | 3          | Bad Boys             | Nick Gomez         | Timothy J. Sexton                    | 10 oktober 2018        |  |
| 110 | 4          | Ride Along           | Nicole Rubio       | Gavin Harris                         | 17 oktober 2018        |  |
| 111 | 5          | Fathers and Sons     | Eriq La Salle      | Jeffrey Nachmanoff                   | 24 oktober 2018        |  |
| 112 | 6          | True or False        | Paul McCrane       | Rick Eid & Gavin Harris              | 31 oktober 2018        |  |
| 113 | 7          | Trigger              | Carl Seaton        | Todd Robinson                        | 7 november 2018        |  |
| 114 | 8          | Black and Blue       | Christine Swanson  | Kim Rome                             | 14 november 2018       |  |
| 115 | 9          | Descent              | Nicole Rubio       | Rick Eid & Timothy J. Sexton         | 5 december 2018        |  |
| 116 | 10         | Brotherhood          | Mykelti Williamson | Gwen Sigan                           | 9 januari 2019         |  |
| 117 | 11         | Trust                | Lily Mariye        | Gavin Harris                         | 16 januari 2019        |  |
| 118 | 12         | Outrage              | Vincent Misiano    | Timothy J. Sexton & April Fitsimmons | 23 januari 2019        |  |
| 119 | 13         | Night in Chicago     | Eriq La Salle      | Rick Eid & Ike Smith                 | 6 februari 2019        |  |
| 120 | 14         | Ties That Bind       | Paul McCrane       | Kim Rome & Katherine Visconti        | 13 februari 2019       |  |
| 121 | 15         | Good Men             | Donald Petrie      | Gwen Sigan                           | 20 februari 2019       |  |
| 122 | 16         | The Forgotten        | Eriq La Salle      | Gavin Harris                         | 27 februari 2019       |  |
| 123 | 17         | Pain Killer          | Nicole Rubio       | Timothy J. Sexton                    | 27 maart 2019          |  |
| 124 | 18         | This City            | Carl Seaton        | Rick Eid & Gwen Sigan                | 3 april 2019           |  |
| 125 | 19         | What Could Have Been | Eriq La Salle      | Rick Eid & Gwen Sigan                | 24 april 2019          |  |
| 126 | 20         | Sacrifice            | John Hyams         | Gavin Harris                         | 8 mei 2019             |  |
| 127 | 21         | Confession           | Carl Seaton        | Timothy J. Sexton                    | 15 mei 2019            |  |
| 128 | 22         | Reckoning            | Eriq La Salle      | Rick Eid & Gwen Sigan                | 22 mei 2019            |  |

## Seizoen 7 (2021-2022)
| Nr. | Aflevering | Titel                | Regisseur          | Schrijver(s)             | Originele uitzenddatum |  |
| --- | ---------- | -------------------- | ------------------ | ------------------------ | ---------------------- |  |
| 129 | 1          | Doubt                | Eriq La Salle      | Rick Eid & Gavin Harris  | 25 september 2019      |  |
| 130 | 2          | Assets               | Carl Seaton        | Rick Eid & Gavin Harris  | 2 oktober 2019         |  |
| 131 | 3          | Familia              | Eriq La Salle      | Timothy J. Sexton        | 9 oktober 2019         |  |
| 132 | 4          | Infection: Part III  | Eriq La Salle      | Gwen Sigan               | 16 oktober 2019        |  |
| 133 | 5          | Brother's Keeper     | Vince Misiano      | Joe Halpin               | 23 oktober 2019        |  |
| 134 | 6          | False Positive       | David Rodriguez    | Scott Gold               | 30 oktober 2019        |  |
| 135 | 7          | Informant            | Vince Misiano      | Gwen Sigan               | 6 november 2019        |  |
| 136 | 8          | No Regrets           | Mykelti Williamson | Kim Rome                 | 13 november 2019       |  |
| 137 | 9          | Absolution           | Paul McCrane       | Gavin Harris             | 20 november 2019       |  |
| 138 | 10         | Mercy                | Olivia Newman      | Timothy J. Sexton        | 8 januari 2020         |  |
| 139 | 11         | 43rd and Normal      | Chad Saxton        | Rick Eid & Gwen Sigan    | 15 januari 2020        |  |
| 140 | 12         | The Devil You Know   | Eriq La Salle      | Scott Gold               | 22 januari 2020        |  |
| 141 | 13         | I Was Here           | Charles S. Carroll | Gwen Sigan               | 5 februari 2020        |  |
| 142 | 14         | Center Mass          | Lisa Demaine       | Gavin Harris             | 12 februari 2020       |  |
| 143 | 15         | Burden of Truth      | Eriq La Salle      | Rick Eid & Gwen Sigan    | 26 februari 2020       |  |
| 144 | 16         | Intimate Violence    | Mykelti Williamson | Timothy J. Sexton        | 4 maart 2020           |  |
| 145 | 17         | Before the Fall      | Nicole Rubio       | Scott Gold & Jake Tinker | 18 maart 2020          |  |
| 146 | 18         | Lines                | Alex Chapple       | Kim Rome & Gwen Sigan    | 25 maart 2020          |  |
| 147 | 19         | Buried Secrets       | Paul McCrane       | Timothy J. Sexton        | 8 april 2020           |  |
| 148 | 20         | Silence of the Night | Eriq La Salle      | Rick Eid & Gavin Harris  | 15 april 2020          |  |

## Seizoen 8 (2020-2021)
| Nr. | Aflevering | Titel             | Regisseur          | Schrijver(s)            | Originele uitzenddatum |  |
| --- | ---------- | ----------------- | ------------------ | ----------------------- | ---------------------- |  |
| 149 | 1          | Fighting Ghosts   | Eriq La Salle      | Rick Eid & Gavin Harris | 11 november 2020       |  |
| 150 | 2          | White Knuckle     | Nicole Rubio       | Gwen Sigan              | 18 november 2020       |  |
| 151 | 3          | Tender Age        | Eriq La Salle      | Gwen Sigan              | 13 januari 2021        |  |
| 152 | 4          | Unforgiven        | Chad Saxton        | Rick Eid & Gavin Harris | 27 januari 2021        |  |
| 153 | 5          | In Your Care      | Charles S. Carroll | Gwen Sigan              | 3 februari 2021        |  |
| 154 | 6          | Equal Justice     | Eric Laneuville    | Daniel Arkin            | 10 februari 2021       |  |
| 155 | 7          | Instinct          | Chad Saxton        | Scott Gold              | 17 februari 2021       |  |
| 156 | 8          | Protect and Serve | Eriq La Salle      | Gwen Sigan & Ike Smith  | 10 maart 2021          |  |
| 157 | 9          | Impossible Dream  | Charles S. Carroll | Rick Eid & Gavin Harris | 17 maart 2021          |  |
| 158 | 10         | The Radical Truth | Lisa Demaine       | Scott Gold              | 31 maart 2021          |  |
| 159 | 11         | Signs of Violence | Bethany Rooney     | Gwen Sigan              | 7 april 2021           |  |
| 160 | 12         | Due Process       | Guy Ferland        | Rick Eid & Gavin Harris | 21 april 2021          |  |
| 161 | 13         | Trouble Dolls     | John Polson        | Scott Gold              | 5 mei 2021             |  |
| 162 | 14         | Safe              | S.J. Main Muñoz    | Gavin Harris            | 12 mei 2021            |  |
| 163 | 15         | The Right Thing   | Vince Misiano      | Rick Eid & Gwen Sigan   | 19 mei 2021            |  |
| 164 | 16         | The Other Side    | Chad Saxton        | Rick Eid & Gwen Sigan   | 25 mei 2021            |  |

## Seizoen 9 (2021-2022)
| Nr. | Aflevering | Titel              | Regisseur          | Schrijver(s)                  | Originele uitzenddatum |  |
| --- | ---------- | ------------------ | ------------------ | ----------------------------- | ---------------------- |  |
| 165 | 1          | Closure            | Vince Misiano      | Rick Eid & Gwen Sigan         | 22 september 2021      |  |
| 166 | 2          | Rage               | Chad Saxton        | Gavin Harris & Matthew Newman | 29 september 2021      |  |
| 167 | 3          | The One Next to Me | Bethany Rooney     | Scott Gold                    | 6 oktober 2021         |  |
| 168 | 4          | In the Dark        | Carl Seaton        | Gwen Sigan                    | 13 oktober 2021        |  |
| 169 | 5          | Burnside           | Brenna Malloy      | Ike Smith                     | 20 oktober 2021        |  |
| 170 | 6          | End of Watch       | Marc Roskin        | Gavin Harris                  | 27 oktober 2021        |  |
| 171 | 7          | Trust Me           | Chad Saxton        | Matthew Newman                | 3 november 2021        |  |
| 172 | 8          | Fractures          | Charles S. Carroll | Scott Gold                    | 10 november 2021       |  |
| 173 | 9          | A Way Out          | Lisa Robinson      | Gwen Sigan                    | 8 december 2021        |  |
| 174 | 10         | Home Safe          | Lisa Demaine       | Elena Perez                   | 5 januari 2022         |  |
| 175 | 11         | Lies               | Eif Rivera         | Gavin Harris & Ike Smith      | 12 januari 2022        |  |
| 176 | 12         | To Protect         | Bethany Rooney     | Gavin Harris                  | 19 januari 2022        |  |
| 177 | 13         | Still Water        | Chad Saxton        | Gwen Sigan                    | 23 februari 2022       |  |
| 178 | 14         | Blood Relation     | Guy Ferland        | Scott Gold                    | 2 maart 2022           |  |
| 179 | 15         | Gone               | Brenna Malloy      | Matthew Newman                | 9 maart 2022           |  |
| 180 | 16         | Closer             | Chad Saxton        | Gwen Sigan                    | 16 maart 2022          |  |
| 181 | 17         | Adrift             | Marc Roskin        | Marc Roskin                   | 6 april 2022           |  |
| 182 | 18         | New Guard          | Takashi Doscher    | Scott Gold                    | 13 april 2022          |  |
| 183 | 19         | Fool's Gold        | Bethany Rooney     | Ike Smith                     | 20 april 2022          |  |
| 184 | 20         | Memory             | Benny Boom         | Gwen Sigan                    | 11 mei 2022            |  |
| 185 | 21         | House of Cards     | Vince Misiano      | Gavin Harris                  | 18 mei 2022            |  |
| 186 | 22         | You and Me         | Chad Saxton        | Gwen Sigan                    | 25 mei 2022            |  |